# 여유량

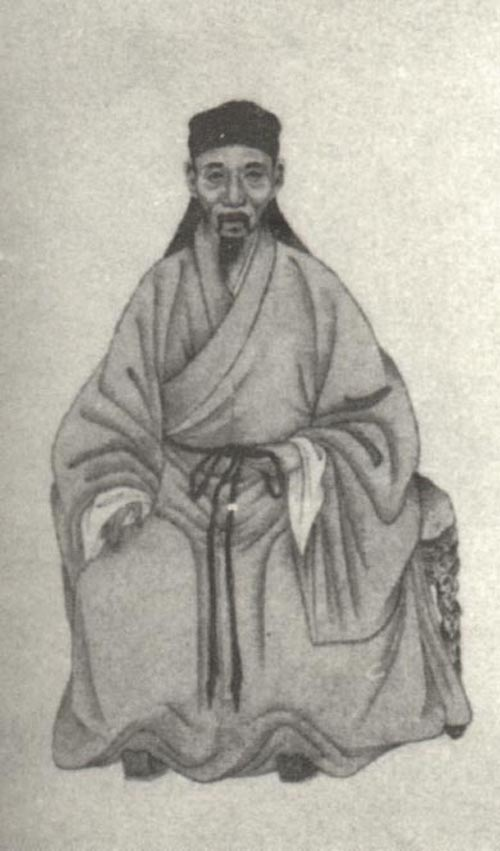
여유량의 초상

여유량(중국어 간체자: 吕留良, 정체자: 呂留良, 병음: Lü liú liáng 뤼류량[*], 1629년, 절강성 가흥시 퉁샹시 숭복진 ~ 1683년)은 명나라 말기에서 청나라 초기에 활약했던 한족 학자이다.